# Junya Tanaka
Junya Tanaka (Tòquio, Japó, 15 de juliol de 1987) és un futbolista japonès que ha disputat un partit amb la selecció japonesa.